# Kabinett Washington

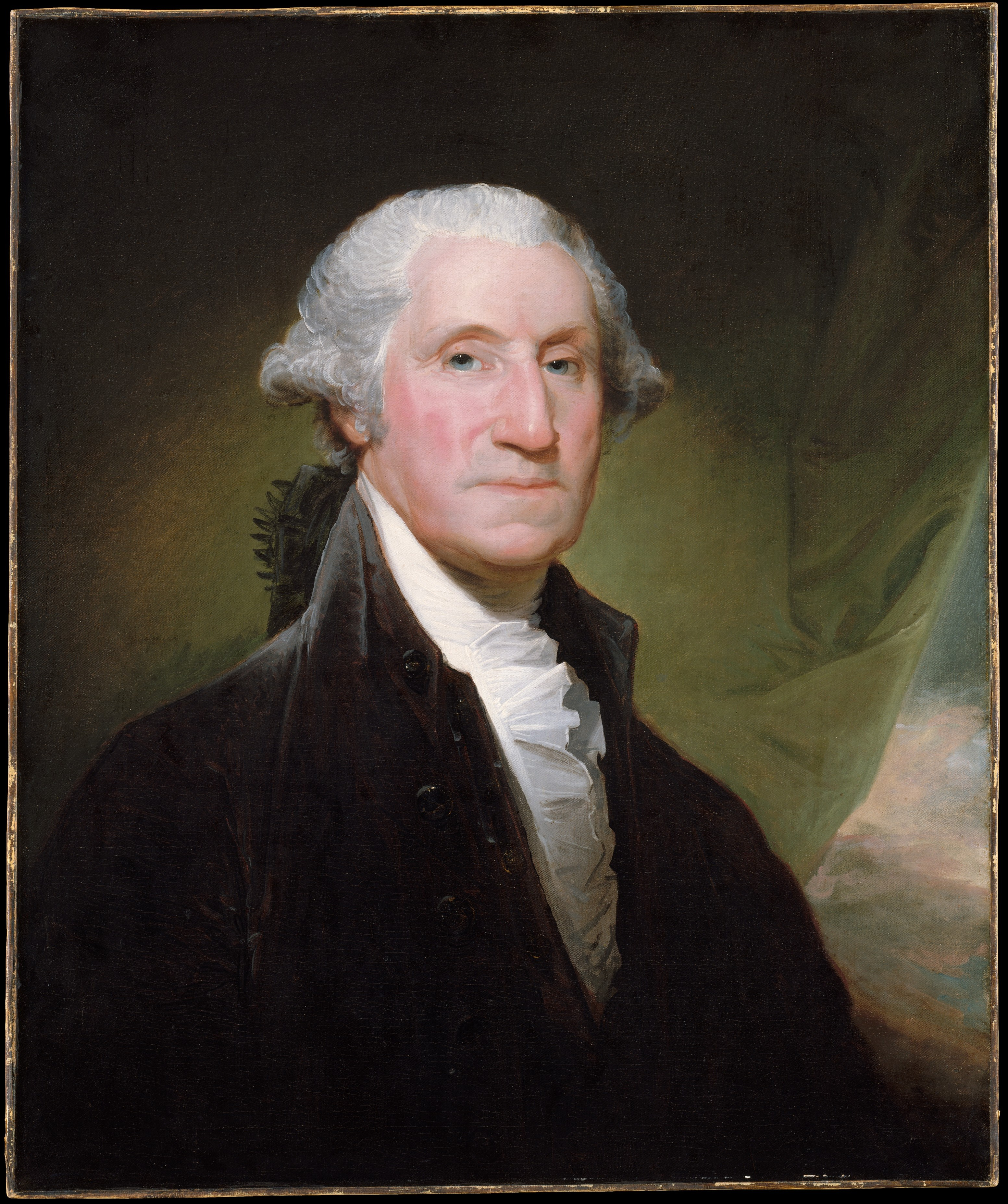
George Washington, Erster Präsident der Vereinigten Staaten

George Washington war der erste Präsident der Vereinigten Staaten. Als einziger Amtsinhaber in der US-Geschichte wurde er zweimal (1789 und 1792) ohne Gegenstimme gewählt. Im Gegensatz zu seinen sämtlichen Nachfolgern gehörte Washington auch keiner Partei an
Im Kongress stütze sich seine Regierung Großteils auf die Mitglieder der Pro-Administration Party, die keine Partei im eigentlichen Sinne war, sondern lediglich eine Gruppe von Mitgliedern des Kongresses, die die Politik Washingtons, Hamiltons und Adams befürworteten. Ihnen gegenüber stand die Anti-Administration Party um Thomas Jefferson und James Madison. Später wurde aus der Pro-Administration Party die Föderalistische Partei und aus der Anti-Administration Party die Demokratisch-Republikanische Partei.
Während seiner Amtszeit nahm Washington zahlreiche Änderungen an seinem Kabinett vor. So bekleidete Timothy Pickering als Post-, Kriegs- und Außenminister gleich drei verschiedene Posten. Der für die Justiz zuständige William Bradford starb als erster US-Minister im Amt. Washingtons Nachfolge trat sein Vizepräsident John Adams an.

## Mehrheit im Kongress
| Präsident                         | Präsident                                                    | Kongress | Sitze im Haus | Sitze im Haus | Sitze im Senat | Sitze im Senat     | Gesamt | Gesamt             |
| --------------------------------- | ------------------------------------------------------------ | -------- | ------------- | ------------- | -------------- | ------------------ | ------ | ------------------ |
|                                   | George Washington Parteilos gestützt durch (Pro), später (F) | 1.       |               | 37/65         |                | 18/26              |        | Unified government |
| 2.                                | George Washington Parteilos gestützt durch (Pro), später (F) | 40/72    | 17/29         |               |                |                    |        | Unified government |
| 3.                                | George Washington Parteilos gestützt durch (Pro), später (F) |          | 51/105        | 17/30         |                | Divided government |        |                    |
|                                   | George Washington Parteilos gestützt durch (Pro), später (F) | 4.       |               | 47/106        |                | Divided government | 21/32  |                    |
| Quelle: Repräsentantenhaus, Senat |                                                              |          |               |               |                |                    |        |                    |

## Das Kabinett
| Ressort / Amt                          | Amtsinhaber              | Partei | Partei                           | Zeitraum  | Bild |
| -------------------------------------- | ------------------------ | ------ | -------------------------------- | --------- | ---- |
| Präsident der Vereinigten Staaten      | George Washington        |        | Parteilos (P)                    | 1789–1797 |      |
| Vizepräsident der Vereinigten Staaten  | John Adams               |        | Föderalist (F)                   | 1789–1797 |      |
| Ministerämter                          |                          |        |                                  |           |      |
| Außenminister der Vereinigten Staaten  | John Jay (kommissarisch) |        | F                                | 1789–1790 |      |
| Außenminister der Vereinigten Staaten  | Thomas Jefferson         |        | Demokratischer Republikaner (DR) | 1790–1793 |      |
| Außenminister der Vereinigten Staaten  | Edmund Randolph          |        | F                                | 1794–1795 |      |
| Außenminister der Vereinigten Staaten  | Timothy Pickering        |        | F                                | 1795–1797 |      |
| Finanzminister der Vereinigten Staaten | Alexander Hamilton       |        | F                                | 1789–1795 |      |
| Finanzminister der Vereinigten Staaten | Oliver Wolcott           |        | F                                | 1795–1797 |      |
| Kriegsminister der Vereinigten Staaten | Henry Knox               |        | F                                | 1789–1794 |      |
| Kriegsminister der Vereinigten Staaten | Timothy Pickering        |        | F                                | 1795      |      |
| Kriegsminister der Vereinigten Staaten | James McHenry            |        | F                                | 1796–1797 |      |
| Justizminister der Vereinigten Staaten | Edmund Randolph          |        | F                                | 1789–1794 |      |
| Justizminister der Vereinigten Staaten | William Bradford         |        | F                                | 1794–1795 |      |
| Justizminister der Vereinigten Staaten | Charles Lee              |        | F                                | 1795–1797 |      |
| Postminister der Vereinigten Staaten   | Samuel Osgood            |        | F                                | 1789–1791 |      |
| Postminister der Vereinigten Staaten   | Timothy Pickering        |        | F                                | 1791–1795 |      |
| Postminister der Vereinigten Staaten   | Joseph Habersham         |        | P                                | 1795–1797 |      |